# عازفة العود (كارافاجيو)
عازفة العود هي لوحة زيتية للفنان الإيطالي كارافاجيو رسمها في 1596.